# Liste der Bodendenkmale in Chemnitz
In der Liste der Bodendenkmale in Chemnitz sind die Bodendenkmale der Stadt Chemnitz und ihrer Ortsteile nach dem Stand der Auflistung von Volkmar Geupel aus dem Jahr 1983 aufgelistet. Eventuelle Änderungen und Ergänzungen, insbesondere aus der Zeit nach der Wende, sind nicht berücksichtigt, da für Sachsen aktuell keine neueren allgemein zugänglichen Bodendenkmallisten vorliegen. Die Baudenkmale sind in der Liste der Kulturdenkmale in Chemnitz aufgeführt.
| Denkmal-ID | Fundart            | Ortsteil                   | Bezeichnung                                                  | Zeitstellung    | Lage                                                            | Bemerkungen | Bild |
| ---------- | ------------------ | -------------------------- | ------------------------------------------------------------ | --------------- | --------------------------------------------------------------- | --- | ---- |
| ?          | besonderer Stein   | Altchemnitz                | Steinkreuz                                                   | Spätmittelalter | Annaberger Straße, vor dem Straßenbahnhof                       | Kreuz auf einer und kreisförmige Vertiefung auf anderer Seite, Schutz seit 10. März 1972                                                                |      |
| ?          | besonderer Stein   | Altenhain                  | Steinkreuzstumpf                                             | Spätmittelalter | westnordwestlich des Orts, an der B 174, Abzweig nach Altenhain | Schwert oder Dolch eingeritzt, Schutz seit 24. Februar 1964                                                                                             |      |
| ?          | Befestigung > Burg | Borna                      | Wasserburg „Blankenburg“, „Woal“, „Alter Schlosswall“        | Mittelalter     | westlich von Glösa, südlich an der Autobahn, Chemnitzaue        | Niederungsburg, runde Anlage mit umlaufendem Graben und Außenwall oder zweitem Graben, vollständig eingeebnet, Schutz seit 16. März 1960                |      |
| ?          | Befestigung        | Ebersdorf                  | „Stiftskirche Ebersdorf“                                     | Mittelalter     | Ortsmitte, Nordhang über dem Bach                               | befestigter Kirchhof, Schutz seit 26. April 1971 |      |
| ?          | besonderer Stein   | Ebersdorf                  | Steinkreuz                                                   | Spätmittelalter | auf dem Kirchhof                                                | Jahreszahl 1796 oder 1790 eingeritzt, vor 1913 im Obstgarten südlich der Kirche aufgestellt, vorher an einem anderen Ort, Schutz seit 19. November 1964 |      |
| ?          | Befestigung > Burg | Klaffenbach                | Wasserburg „Schloss Neukirchen“, „Burg Warta“, „Schlosswall“ | Mittelalter     | westnordwestlich des Orts, Würschnitzaue                        | Niederungsburg, durch Herrenhaus überbaut, wasserführender Restgraben erhalten, Schutz seit 19. Oktober 1969                                            |      |
| ?          | besonderer Stein   | Klaffenbach                | Steinkreuz                                                   | Spätmittelalter | Ortsmitte, ostsüdöstlich der Schule am Hang                     | Schwerteinzeichnung, Schutz seit 23. September 1963 |      |
| ?          | Befestigung > Burg | Oberrabenstein             | Wehranlage „Burg Rabenstein“, „Schloss“                      | Mittelalter     | nordwestlich im Ort                                             | Kombination aus Höhen- und Niederungsburg, durch Schloss überbaut, Schutz seit 16. März 1960                                                            |      |
| ?          | besonderer Stein   | Röhrsdorf                  | Steinkreuz „Schäferkreuz“, „Schäferstein“                    | Spätmittelalter | südöstlich des Orts an einem Feldweg                            | Einritzungen von Kreuz im Kreis sowie Figur aus Kreuz und mehreren Dreiecken, Schutz seit 23. September 1963                                            |      |
| ?          | Befestigung > Burg | Schönau (ehemals Neustadt) | Wasserburg „Höckerigt“, „Höckericht“                         | Mittelalter     | Südostecke des Guts, südlich des Kappelbachs                    | Niederungsburg, runde Anlage mit umlaufendem Wall, eingeebnet, Schutz seit 26. April 1971                                                               |      |